# Guilhem VII de Montpellier
Guilhem VII de Montpellier appartient à la dynastie des Guilhem, seigneurs de cette ville. Il est né vers 1130. Il était le fils aîné de Guilhem VI et de son épouse Sibylle.

## Biographie
Il lutte au côté de son père Guilhem VI aux sièges d'Almeria et de Tortosa.
Âgé d'environ 15 ans, il succéda à son père en 1146 comme seigneur de Montpellier avec comme tutrice sa grand-mère, Ermessende de Melgueil. 
Entre 1153 et 1155, il a été prisonnier de Raymond V de Tortosa. Entre 1159 et 1160, il lutte contre le comte de Toulouse et prend la ville de Cahors. Il a accueilli le pape Alexandre III à Montpellier entre 1162 et 1165 ; ce dernier l'a soutenu contre les prétentions de la république de Gênes qui aspirait au monopole de la navigation hauturière en Méditerranée occidentale ; poursuivant cette politique extérieure, il a favorisé l'alliance avec la république de Pise, rivale des génois.
Guilhem VII tombe malade et rédige son testament le jour de la Saint-Michel (29 septembre 1172), désignant son frère Gui Guerrejat et Jean Ier de Montlaur, évêque de Maguelone, comme tuteurs de son jeune fils. Il est probablement décédé en 1172.

## Famille
En 1156, Guilhem VII a épousé Mathilde de Bourgogne, fille de Hugues II, Duc de Bourgogne et de Mathilde de Turenne.
Il a eu de son épouse Mathilde neuf enfants :
- Sibylle, qui épousa Raymond Gaucelin de Lunel ;
- Guilhem VIII de Montpellier ;
- autre Guilhem, qui est mort entre 1171 et 1180 ;
- Gui de Montpellier, nommé Gui Burgundion à cause des origines de sa mère et qu'il ne faut pas confondre avec son oncle Gui Guerrejat. Refondateur de l'ordre des Hospitaliers du Saint-Esprit, il épousa Azalais de Conas dont il a eu une fille, Burgundione ;
- Guillemette de Montpellier, qui a épousé Raymond Ier de Roquefeuil-Anduze, fils de Bertrand Ier d'Anduze et d'Adélaïde de Roquefeuil ;
- Azalais ou Adélaïde ;
- Marie, mariée à Aimeric de Clermont ;
- Clémence, destinée par son père à être religieuse, mais mariée en 1199 à Rostaing de Sabran, connétable du comte de Toulouse.